# George Anne Bellamy
Pour les articles homonymes, voir Bellamy.
George Anne Bellamy, née dans le comté de Fingal en Irlande le 23 avril 1727 et morte à Londres le 16 février 1788, est une tragédienne anglo-irlandaise.

## Biographie
Elle était la fille naturelle de James O'Hara, Lord Tyrawley (en). Elle obtint les plus grands succès sur la scène, en même temps que David Garrick et Edmund Kean.
Elle a publié des Mémoires qui eurent une grande vogue et furent traduits en français par Pierre-Vincent Benoist en 1799.

## Publications
- Mémoires de Mistriss Bellamy, actrice du théâtre de Covent-Garden, avec une notice sur sa vie par M. Thiers, traduit de l'anglais, tome 2, Paris : chez Ponthieu, 1822 (En ligne : tome 1 & tome 2)

## Sources
1. ↑  « George Ann Bellamy - G0054 », sur garrick.ssl.co.uk (consulté le 26 septembre 2024).

Cet article comprend des extraits du Dictionnaire Bouillet. Il est possible de supprimer cette indication, si le texte reflète le savoir actuel sur ce thème, si les sources sont citées, s'il satisfait aux exigences linguistiques actuelles et s'il ne contient pas de propos qui vont à l'encontre des règles de neutralité de Wikipédia.